# Боровняк, Йожеф
Йожеф Боровняк (венг. Borovnják József, словен. Jožef Borovnjak; 9 февраля 1826, Ивановци — 19 сентября 1909, Цанкова) — словенский (прекмурский) писатель, политик и римско-католический священник в Венгрии.

## Биография
Родился близ Мурска-Соботы, в деревне Ивановци на территории сегодняшней Словении. Его отец Штеван Боровняк был богатым ресторатором, а мать Каталин Гомбоши имела благородное происхождение. Первоначально их семья была протестантской, но позже отец Йожефа перешёл в католицизм из-за их внутрисемейных отношений.
С 1851 по 1852 годы Боровняк служил священником в церкви святого Стефана Хардинга в деревне Apátistvánfalva, регион Ваш. Позднее был священником в городах Град и Цанкове (где он и умер).
Боровняк был защитником местного прекмурско-словенского диалекта. На нём он писал книги, например, катехизис и молитвенник. В 1877 году он переиздал прекмурский перевод Евангелия авторства Миклоша Кизмича уже после смерти последнего. Боровняк также был специалистом по мирному улаживанию политических конфликтов.

## Работы
- Jezus moje poslenje (Jesus is my desire),
- Veliki katekizmus (Великий Катехизис)
- Kniga molitvena sztara szlovenszka (Старословенский молитвенник)
- Dühovna hrana (Дом души)
- Máli politicsni vodnik (Малое политическое зеркало)
- Szvéti Angel Csuvár (Святой ангел-хранитель)